# Jean-Chrysostome Raharison
Jean-Chrysostome Raharison (né le 23 août 1979), plus connu sous le nom de Bota à La Réunion, est un footballeur malgache. 
Il évolue au poste de gardien de but à la AS Excelsior.

## Parcours professionnel
Jean-Chryosotome commence sa carrière dans son île natale dans le club du DSA Antananarivo. En 2006, il rejoint le FC Ilakaka ou le portier restera trois saisons avant de venir à La Réunion en juin 2009 ou il s'engage avec le club de l'AS Marsouins.  Il restera jusqu'à la fin de la saison 2010 ou les dirigeants saint-leusiens le libèrent de son contrat.
Libre de tout contrat, il signe en 2011 à la SS Saint-Louisienne, c'est à ce moment qu'il va se révélé au grand public avec de très belles prestations et une finale cette même saison. La saison suivante sera celui de la confirmation ponctué par un titre de champion de la Réunion, son premier titre à la Réunion. 
En 2014, Bota effectuera une saison exceptionnelle avec notamment la victoire en coupe régionale de France mais surtout un très beau parcours en coupe de France avec ses arrêts de grande classes et il aura permis la qualification de la Saint-Louisienne face à la GSI Pontivy. Leur parcours s'arrêta au 8e tour face à l'US Quevilly le finaliste 2011-2012 de la Coupe de France. 
Malgré tout il mettra fin à l'aventure Saint-Louisienne en 2015 et rejoint l'AS Excelsior. Après une première partie de saison en dents de scie gâché par les blessures et la concurrence avec Mickaël Grondin, ce n'est qu'en deuxième partie de saison que le malgache retrouvera tout son talent. Il est titulaire lors de la finale de la coupe régionale de France. Malheureusement après ce titre, les résultats de l'équipe ne suivent plus en championnat et Bota en fait les frais après la 19e journée ou Bernard Mahmoud l'entraîneur lui préféra Mickaël Grondin pour le reste de la saison. Convoité par la JS Piton Saint-Leu, et sur le départ après une saison 2015 mitigé, le portier malgache reste à Saint-Joseph malgré tout.

## Sélection nationale
Depuis 2001, Bota est régulièrement appelé avec la sélection nationale. au mois de novembre 2003, il est suspendu pour 22 mois par la Confédération Africaine de Football et par la FIFA réunies, à la suite de l'agression dont fut victime l'arbitre du match Bénin - Madagascar. Il fait tout de même partie en 2007 des joueurs sélectionnés pour les Jeux des îles de l'océan Indien à Madagascar. En 2010, Jean-Paul Rabier l’écarte de la sélection pour être arrivé en retard au regroupement des baréas. Le malgache n'est plus rappelé pendant 5 ans. Il fait son retour en sélection en 2015 lors d'un match amical contre l'US Créteil. Il fait officiellement son retour lors des éliminatoires de la CAN 2017 contre la République Démocratique du Congo mais doit céder sa place au bout de 28 minutes.

## Palmarès
- Champion de la Réunion (1)
  - 2012

- Coupe de la Réunion (1)
  - 2013

- Coupe régionale de France (2)
  - 2014, 2015